# Sunday in the Park with George
A Sunday in the Park with George 1984-es musical. A darab zenéjét és dalszövegeit Stephen Sondheim, szövegkönyvét James Lapine írta. A  szerzők Georges Seurat francia pointillista festő Vasárnap délután Grande Jatte szigetén című festményéből merítettek ihletet. Az első felvonás Goerge-ot – Seurat fikcionalizált változatát – követi, ahogy mesterműve megalkotásába merül, míg a második felvonás központjában szintén George nevű dédunokája van, aki alkotói válsággal küzd. A teljes művet először a Broadway-en mutatták be 1984-ben.
A musical elnyerte 1985-ben a Pulitzer-díjat, két Tony-díjat (valamint egy legjobb musical jelölést), számos Drama Desk díjat, 1991-ben a legjobb musicalnek járó, 2007-ben pedig a legjobb musicalbemutatónak járó Olivier-díjat. A bemutatót követő évtizedekben többször is újra bemutatták a Broadway-en és a West Enden is.

## Keletkezése

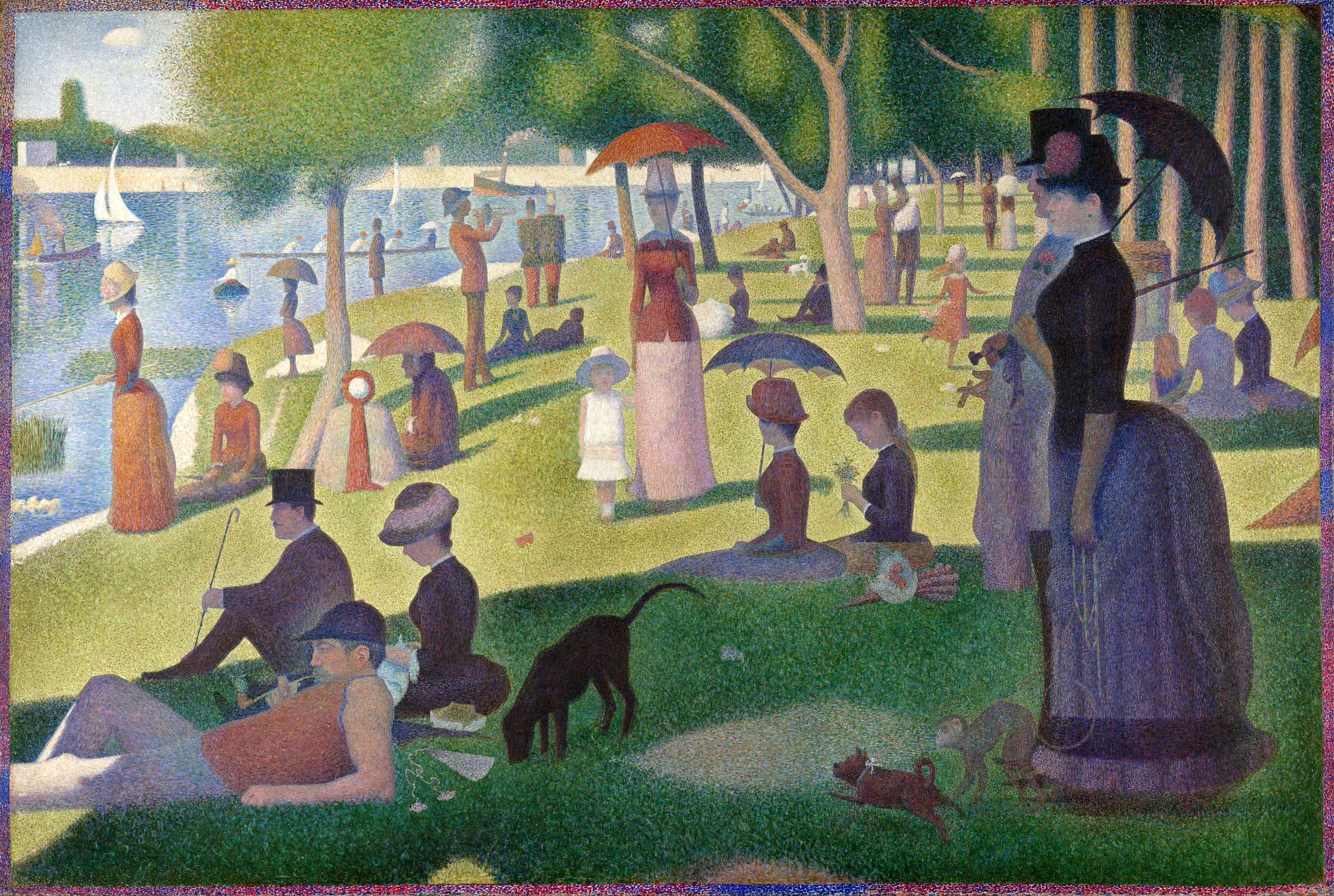
Vasárnap délután Grande Jatte szigetén

Miután előző darabja, a Merrily We Roll Along, 1981-ben mind pénzügyileg, mind kritikailag megbukott (16 előadást élt meg), Sondheim bejelentette, hogy visszavonul a zenés színház világából. Lapine győzte meg a visszatérésről, és napokat töltöttek a Chicagói Művészeti Intézetben a Vasárnap délután Grande Jatte szigetén tanulmányozásával. Lapine jegyezte meg, hogy egy fontos alak hiányzik a vászonról: a művész maga. Ez a megfigyelés  szolgált a Sunday kiindulópontjaként.
A musical nem hűen követi Seurat életét, hanem kitalált helyzetekbe helyezi őt és kitalált karakterekkel veszi körbe. A valóságban Seurat egyik gyermeke sem élte túl a csecsemőkort, így unokái sem születtek. Seurat élettársa és két fiának anyja Madeleine Knobloch volt. A második fiuk Seurat halála után született meg. Dottal ellentétben Knobloch Seurat-val élt a festő haláláig és nem emigrált Amerikába. 35 évesen halt meg májzsugorban.

## Dalok
| Első felvonás - Sunday in the Park with George – George, Dot - No Life – Jules, Yvonne - Color and Light – Dot, Georges - Gossip – Celeste #1, Celeste #2, hajós, nővér, idős hölgy, Jules, Yvonne - The Day Off – társulat - Everybody Loves Louis – Dot - The One on the Left – katona, Celeste #1, Celeste #2, Georges - Finishing the Hat – Georges - The Day Off (repríz) - társulat - We Do Not Belong Together – Dot, Georges - Beautiful – idős hölgy, Georges - Sunday – társulat | Második felvonás - It's Hot Up Here – társulat - Chromolume #7 – instrumentális - Putting It Together – társulat - Children and Art – Marie - Lesson #8 – George - Move On – George, Dot - Sunday (repríz) – társulat |

## Fordítás
Ez a szócikk részben vagy egészben  a   Sunday in the Park with George című angol Wikipédia-szócikk ezen változatának fordításán alapul.  Az eredeti cikk szerkesztőit annak laptörténete sorolja fel. Ez a jelzés csupán a megfogalmazás eredetét és a szerzői jogokat jelzi, nem szolgál a cikkben szereplő információk forrásmegjelöléseként.